# Rodrigo Moreno Piazzoli
Rodrigo Javier Moreno Piazzoli (Copiapó, Región de Atacama, 16 de noviembre de 1977) es un piloto profesional de vehículos utilitarios deportivos (UTV), destacado por participar en las categorías de automóviles y UTV del Rally Dakar, junto a su copiloto Jorge Araya.

## Trayectoria
Debutó en el Rally Dakar en la edición 2014 en la categoría coches con Toyota, logrando la posición número 29.º 
En la edición 2019 cambio de categoría a SxS (actual SSV), quedando en el quinto puesto y ganando 1 etapa ganada.

## Resultados

### Rally Dakar
| Año     | Categoría | Vehículo      | Posición | Etapas |
| ------- | --------- | ------------- | -------- | ------ |
| 2014    | Coches    | Toyota        | 29.º     | -      |
| 2015    | Coches    | Mercedes Benz | 20.º     | -      |
| 2016    | Coches    | Foton         | 43.º     | -      |
| 2019    | SxS / SSV | Can-Am        | 5.º      | 1      |
| Fuente: |           |               |          |        |

### Otras competiciones
- 2012: Subcampeones nacionales en el Campeonato de Bajas del Atacama Series.
- 2013: Subcampeones nacionales en el Campeonato de Bajas del Atacama Series.
- 2013: Subcampeones nacionales en el Atacama Rally.
- 2014: 2° en la general de autos en el Desafío Inca.
- 2014: 4° en la general de autos en el Desafío Ruta 40.
- 2018: 1.º en la categoría T3 (UTV) del Campeonato de Chile de Rally Cross Country.
- 2018: 1.º en la categoría T3 (UTV) del Rally de Tarapacá.